# George Woods
George Woods (Sikeston, Missouri, 11 de fevereiro de 1943 - 30 de agosto de 2022) foi um ex-atleta norte-americano que, na modalidade de arremesso de peso, ganhou a medalha de prata nos Jogos Olímpicos de 1968 e de 1972. Também esteve presente nos Jogos de Montreal 1976, mas onde foi apenas sétimo ne respetiva final.
A marca de 21.63 m, realizada em 1976, foi o seu melhor registo ao ar livre, enquanto que em pista coberta conseguiu lançar o peso a 22.02 m (em 1974).